# 헛됨의 철학
헛됨의 철학(Philosophy of futility)은 1928년에 컬럼비아 대학교 마케팅 교수인 폴 나이스트롬이 고안해 낸 용어로 유행에 민감한 상품일 수록 수요는 더 증가한다는 이론이다.  산업화의 증가로 인해 서양세계는 관심거리가 협소해지고, 대인관계도 좁아지게 되었다.  그는 이런 삶의 조건들이 사람들을 쉽게 지루하게 만들고 신제품에 대한 끊임없는 욕구를 만족하기 좋도록 의류, 자동차, 집의 가구의 유행을 선도하는 것을 주문하였다.  

## 같이 보기
- 어플루엔자
- 과시 소비
- 소스타인 베블런
- 대중사회
- 아노미
- 허무주의